# Якуб Чишински
Якуб Чишински (истинско име: Якуб Барт) е лужишко-сръбски поет, писател, преводач, духовник. Превежда чешка, италианска, полска и германска литература. В творчеството си възпява хубостта на родината и изразява патриотичните си чувства.
На негово име е наречено основното училище в Паншвиц-Кукау, в което се учи и лужишки език.

## Творчество
- „На стража“ – драма – 1880 г.
- „Книга сонети“ – стихосбирка – 1884 г.
- „Форми“ – стихосбирка – 1888 г.
- „Природа и сърце“ – стихосбирка – 1889 г.
- „Кръв и край“ – стихосбирка – 1901 г. и др.